# 湯井駅
湯井駅（タンジョンえき）は、大韓民国忠清南道牙山市にある韓国鉄道公社長項電鉄線（長項線）の駅である。駅番号は(P173)。

## 駅構造
- 島式ホーム2面4線の高架駅。

## 歴史
- 2021年10月30日 - 開業。

## 利用状況
近年の一日平均利用人員推移は下記のとおり。
なお、2021年は開業日の10月30日から12月31日までの63日間の平均である。
| 路線       | 路線     | 2020年 | 2021年 | 2022年 | 2023年 | 備考  |
| ---------- | -------- | ------ | ------ | ------ | ------ | ----- |
| 長項電鉄線 | 乗車人員 | 未開業 | 355    | 836    | 1,362  | [ 1 ] |
| 長項電鉄線 | 降車人員 | 未開業 | 328    | 761    | 1,243  | [ 1 ] |

## 隣の駅
韓国鉄道公社
長項電鉄線
緩行
牙山駅 (P172) - 湯井駅 (P173) - 排芳駅 (P174)